# Parasigmoidella propekebara
Parasigmoidella propekebara es una especie de cucaracha del género Parasigmoidella, familia Ectobiidae.

## Distribución
Esta especie se encuentra en Indonesia.